# Regīna Ezera
Regīna Ezera (Riga, 20. prosinca 1930. – Ķegums, 11. lipnja 2002.) bila je uspješna latvijska spisateljica poljskog podrijetla koja je napisala više od 20 romana. Njezino rodno ime je Regine Šamreto. Dobitnica je Reda triju zvijezda. Financijski je patila zbog kraja komunizma, živjeći u siromaštvu pri kraju života.

## Životopis
Rođena u Rigi, Ezera je bila kći stolara i medicinske sestre. Odrasla je u maloj rezidenciji u kojoj su živjele i njezina baka i teta. Njezina katolička obitelj govorila je poljski, a ona nije naučila latvijski sve do svoje šeste godine, kada je krenula u školu.
Godine 1944. obitelj je deportirana u Njemačku, ali se 1945. vratila u Latviju. Nakon mature u srednjoj školi, Ezera je studirala novinarstvo na Latvijskom državnom sveučilištu u Rigi, a diplomirala je 1955. Iste godine, njezina kratka priča Pat īkšķis nelīdzēja (Ni palac mi nije pomogao) objavljena je u dječjem časopisu Bērnība pod njezinim pseudonimom Ezera. "Ezera" znači "jezero" i odabrano je da odražava njezino djetinjstvo koje je ponekad bilo bezbrižno. Tijekom 1950-ih udavala se dva puta. Nijedna veza nije bila uspješna i postala je Regina Kindzule, samohrani roditelj triju kćeri. Neko je vrijeme radila kao novinarka za novine Pionieris i za dječji časopis Bērnība. Godine 1961. objavila je svoju prvu knjigu kratkih priča Un ceļš vēl kūp o svojim ratnim iskustvima. Iste godine dovršila je svoj prvi od mnogih romana Zem pavasara debesīm (Pod proljetnim nebom). Nastavila je pisati romane, kratke priče i eseje do kraja života.
1970-ih je bila članica komiteta Komunističke partije Rige, au 1980-ima nastavila je predstavljati svoju zemlju u Savezu sovjetskih pisaca. Godine 1988. pridružila se pokretu u nastajanju za uspostavu latvijske države i to je postignuto 1990. Iako je 1995. godine odlikovana Ordenom triju zvijezda, financijski je stradala zbog kraja komunizma. Uživala je državnu potporu za svoj rad, ali pod novom vlašću to nije bilo dostupno i na kraju života živjela je u siromaštvu.
Od 1978. Ezera je živjela u svojoj kući na selu u Ķegumsu u Latviji. Tamo je i umrla 11. lipnja 2002. godine. Djelomični treći dio onoga što je trebalo biti četverodijelno djelo pod nazivom "Biti" objavljen je kao i Ode tuzi u godini nakon njezine smrti.